# Campo Maior (Portugal)
Campo Maior is een stadje en gemeente in het district Portalegre.
De gemeente heeft een totale oppervlakte van 247 km² en telde 8387 inwoners in 2001.
De plaatselijke voetbalclub SC Campomaiorense speelde enkele jaren profvoetbal in de SuperLiga. In 2002 werd de profsectie afgeschaft.

## Overige plaatsen in de gemeente
- Nossa Senhora da Expectação
- Nossa Senhora da Graça dos Degolados
- São João Baptista

## Geschiedenis
Overblijfselen van verschillende herkomst geven aan dat het gebied rond Campo Maior al duizenden jaren bewoond is. Op 31 mei 1255 krijgt het stadje stadsrechten. Op 31 mei 1297 behoort het door het akkoord van Alcanizes tot Portugal wat tot de dag van vandaag zo is gebleven.Als grensstad heeft het altijd een grote militaire betekenis gehad samen met Elvas en Ouguela. In 1732 slaat de bliksem in, in de toren van het kasteel. Dit was tevens het kruitmagazijn. Deze inslag veroorzaakte een grote explosie waarbij 80% van Campo Maior verloren ging.Het kasteel werd weer direct opgebouwd (belangrijke verdedigingslinie). Hierdoor herrees Campo maior weer snel als een belangrijke legerplaats in oorlogstijd maar ook als handelspost ten tijde van vrede. 

## Bezienswaardigheden
Het kasteel: Het huidige fort is gebouwd in de 18de eeuw op de ruïnes van het vroegere kasteel. Van hieruit heeft men uitzicht over Campo Maior.
Capela dos Ossos: Knokenkapel. Deze kapel is gebouwd ter nagedachtenis van de slachtoffers van de explosie in 1732. Tegen de wanden en het plafond ziet men de beenderen van de overledenen.
Het huisje van Santa Beatriz da Silva: Santa Beatriz da Silva is geboren in 1424, dochter van een adellijke familie van Campo Maior. Ze groeit op aan het koninklijk hof. Naar een affaire met de koning wordt ze verbannen en richt ze in een franciscaans klooster in Spanje een geloofsgemeenschap op.
Convento Santo Antonio: Dit was oorspronkelijk een baptistenklooster en nu zit er een deel van de geloofsgemeenschap van Santa Beatriz. Het klooster is niet te bezoeken alleen de kerk Igreja da Imaculada de Conceicao.

### Musea
- Palacia do Visconde de Oliva (olijvenmuseum). Het olijvenmuseum bevindt zich in een oud paleis uit de 16e eeuw. Hier ziet men hoe olijven bewerkt worden en het heeft een mooie tuin.
- Museum Aberto Gevestigd in een garnizoensverblijf. Deze werd in een later stadium gebruikt als overdekte marktplaats. Het is een etnografisch museum.
- Koffiemuseum: museum over koffie van het merk Delta, dat zijn oorsprong in Campo Maior heeft.
- Museum de Arte Sacra: Museum met kunstwerken en beelden uit de verschillende kerken.